# Jules-Léon Dutreuil de Rhins

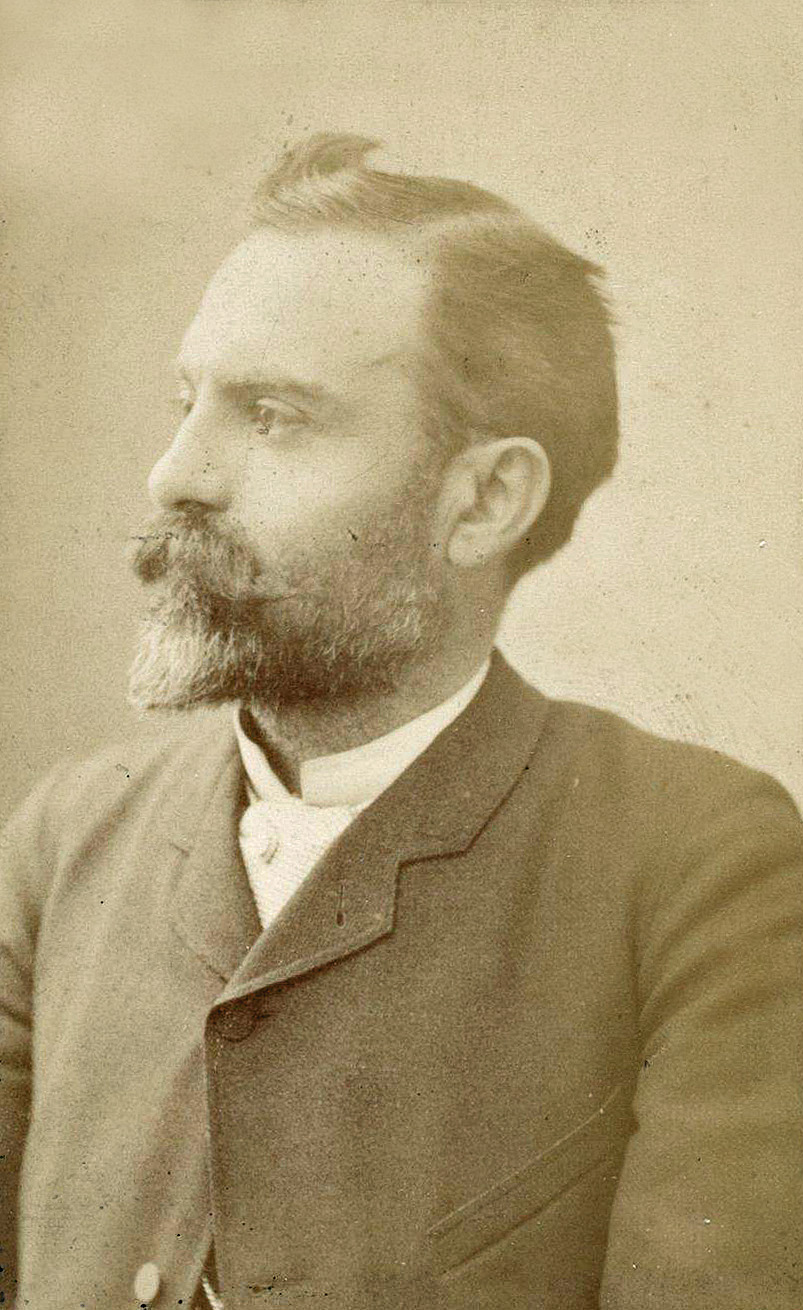

Jules-Léon Dutreuil de Rhins, född 2 januari 1846, död 5 juni 1894, var en fransk forskningsresande.
Dutreuil de Rhins sändes 1876 av franska regeringen till Annam för att organisera en annamitisk flotta, bereste 1883 tillsammans med Pierre Savorgnan de Brazza Ogoweområdet och började 1891 tillsammans med Fernand Grenard en för kännedomen om Centralasien betydelsefull expedition, under vilken han genom Tibet framträngde till övre Yangtze, där han mördades 1894, under det att Grenard lyckades undkomma till Peking. Expeditionens resultat är av Grenard förtecknade i Mission scientifique dans la Haute-Asie (3 band, 1897-98). Särskilt är Dutreuil de Rhins namn knutet vid det berömda manuskript av den så kallade nordbuddistiska Dhammapada, som han 1892 fann i Khotan.